# ヴァラ
ヴァラ（vala、複数形：ヴァラール、valar）は、J・R・R・トールキンの『指輪物語』、『シルマリルの物語』の世界に登場する架空の神格である。イルーヴァタールによって作られたアイヌアの中で、アルダ（中つ国のある世界）に降りた者の中で最も力を持つ15柱のアイヌアを指し、アルダの管理を任された。トールキンの世界観から言えば上級精霊・大天使・神霊・大神・主要な神々に相当するものと思われる。

## 概要
ヴァラールはクウェンヤで諸力（Powers）を意味する。
世界（エア）が創造された時、ほとんどのアイヌアは世界の外の「時なき館」にとどまっていたが、目に見える姿をまとって地上（アルダ）に降りる者もいた。その中でも特に力の強い15柱の者をヴァラール、彼等に従う多数のアイヌアをマイアールというが、マイアール以外にもアイヌアは存在すると考えられる（例えば、トム・ボンバディル、ゴールドベリと彼女の親、モルゴスやサウロンに従っていた多数の悪霊や悪魔など）。
ヴァラールは当初、中つ国中央の大きな湖に浮かぶ島に、アルマレンという国を築いた。彼らは南北2つの巨大な灯火によって世界を照らしたが、最も偉大なヴァラであるメルコール（モルゴス）が反乱を起こしたために、灯火もアルマレンも破壊されてしまった。
そこで彼らは西方大陸アマンに移り、新たにヴァリノールの国を築いた。メルコールの企みがアマンをも襲うこともあったが、ヴァラールはそれ以降もヴァリノールで世界の管理を続けている。
唯一神エル・イルーヴァタールは世界の外にいるため、いわゆる神々としての活動はおおむねヴァラールに任されている。しかしそれらは全てイルーヴァタールの意思に従ってのことである。例えば、人間に定められた寿命を、ヴァラールが独断で取りはらって永遠の命を与えることはできない。その人間が不死を求めて禁じられたアマンの地に足を踏み入れた時は、ヴァラールは地上の統治権を放棄してイルーヴァタールの介入を求めた。
また、ヴァラールは余程のことがない限り、中つ国の出来事は当地の住人に任せる姿勢を取っている。『指輪物語』で、危険な一つの指輪を西方に送ってしまおうという案が出た時も、中つ国に属するものを受け取ってはもらえないだろうとガンダルフが述べている。「よほどのこと」に当てはまるのは、航海者エアレンディルがモルゴスの暴虐からの救いを求めて現れた時で、彼に応えてヴァラールはヴァリノールから軍勢を出撃させた。

### 区分
ヴァラの女性形はヴァリエ（Valië）、その複数形はヴァリエア（Valier）となる。『ヴァラクウェンタ』中に用法が見られる。
ヴァラールのうち最も大きな力を持った8柱（マンウェ、ウルモ、アウレ、オロメ、マンドス、ヴァルダ、ヤヴァンナ、ニエンナ）を特にアラタール（Aratar）（"The Exalted"、高位の者達、の意）と呼ぶ。彼らアラタールは彼等以外のヴァラールであれ、マイアールであれ、或いはそれ以外のエルの御使いであれ、それらを遥かに凌駕する力を持っているとされる。なお元々はメルコールも含めて9柱であったが、メルコールはヴァラールの地位を追われると同時にアラタールとしての資格も失った。
また、霊魂の司であるナーモとイルモの兄弟は、フェアントゥリ（Fëanturi）と呼ばれる。

## 男性格のヴァラ

### マンウェ
空の王や風の王マンウェ・スーリモ（Manwe Súlimo）はアルダの支配者。ヴァラの中でも最高の力を持つ。長上王と呼ばれる。

### ウルモ
海の王や水の王ウルモ（Ulmo）、別名グルマ（Gulma）は水の支配者。海水だけでなく、川や泉や雨などにも彼の力が宿っていると言われる。ウルモはマンウェに次ぐ力の持ち主で、独り身である。
ヴァリノール建国後はあまり会議にも出席せず、アルダを見守っている。彼は人間やエルフを深く愛し、他のヴァラールが憤っている時ですら見捨てようとはしなかった。特にテレリ族には多くのことを教えている。人前に現れる時は黒い兜に銀と緑の鎖かたびらをまとった姿をとるが、肉体を着用することは好まず、しばしば見えないままの状態で岸辺や入り江を訪れる。ウルモは白い貝の角笛ウルムーリを吹き鳴らして海への憧れを掻き立てるほか、水の調べの形で人々に話し掛けることがある。
ウルモは孤島を浮き島に変え、渡し舟のように動かしてエルダールを中つ国からアマンへと運んだ。これが後の「離れ島」トル・エレッセアである。またお告げを通じて、フィンロドにはナルゴスロンドを、トゥアゴンにはゴンドリンを建造するように促している。この両王国に危機が迫った時代にはトゥオルを使者に選んで導いた。さらにシルマリルの所持者エルウィングが追い詰められて海に身を投じた時には、彼女に白い鳥の姿を与えて救っている。

### アウレ
地の王や工匠アウレ（Aulë）は、工芸や貴金属の細工や採掘の技術を持つ。ヤヴァンナが妃である。ウルモとは同格に当たる。また、メルコールとは能力や嗜好が似通っていたところからライバル関係だった。
アウレはアルダを造る全ての物質を支配しており、全ての陸地を形成した。灯火の時代に世界を照らした二つの巨大な灯台や、太陽と月を収める容器を作ったのも彼である。
ある時アウレは、イルーヴァタールの子らの到来を待ちわびるあまり、独自にドワーフを創り出した。しかしイルーヴァタールから、分を越えた行為であること、そしてこの種族がアウレの操り人形の域を出ないことを指摘されると、涙ながらに作品を打ち壊そうとした。アウレが悔い改めたので、イルーヴァタールはドワーフを地上で生きる種族として受け入れた。ただし最初に目覚める種族と定められたエルフに先んじて現れることは許さず、時が至るまで地下に眠らせた。このような経緯から、ドワーフは彼をマハル（Mahal）と呼んで崇めている。
アウレはエルフたちの友と言われ、彼らに文字や言葉、工芸、刺繍、絵画、彫刻などを教えており、特にノルドールと親しかった。

### オロメ
オロメ（Oromë）は森の王であり狩人。エルフの導き手。ネッサの兄で、ヴァーナの配偶者。彼の名はヴァラール語のアローメーズ（Arômêz）が変化したものである。
オロメは中つ国の土地を愛しており、木々や獣を慈しんだ。二本の木の時代になってほとんどのヴァラールがアマンに逃れた時も最後までとどまっていた。その後もしばしば中つ国東部の奥地に分け入っては、配下の者や獣と共に森で狩をしている。大きな角笛ヴァラローマを携え、偉大な白銀の馬ナハールにまたがった彼の獲物は、メルコールの放った凶暴な獣や怪物だった。オロメは、戦闘力においてはトゥルカスに劣るものの、怒れば彼よりも恐ろしい。ただし大蜘蛛ウンゴリアントの暗闇には遅れを取っている。月の守護者であるティリオンは彼の直属のマイアである。
オロメはある狩りの途中でクイヴィエーネン湖に立ち寄り、エルフの目覚めを見出して、彼らを「星の民」エルダールと名付けた。彼はしばらくエルフたちの間で暮らし、ヴァリノールへの報告が終わるとまたすぐに戻ってきた。メルコールが捕縛された後、3名のエルフを代表の使者としてアマンに連れて来たのも、エルダールの西方への「大いなる旅」を導いたのも、みなオロメである。彼は特にフェアノールの息子ケレゴルムと親しく、後に魔狼カルハロスを倒すことになる猟犬フアンを彼に贈っている。
オロメが中つ国に持ち込んだ動物は多く、中でも白い牛は、彼の別名を採って「アラウの野牛（Kine of Araw）」と呼ばれた。その角から取られたのが、『指輪物語』でボロミアが所持していた角笛である。そのためローハンではオロメはベーマ（Béma、トランペットの意）とも呼ばれた。また、ローハンの名馬メアラスの先祖も、彼が西方から連れてきたと言われる。

### マンドス
本名はナーモ（Nâmo）だが、彼の住む館の名前を取ってマンドス（Mandos）と呼ばれる。魂の王であり審判者。

### ローリエン
本名はイルモ（Irmo）だが、彼の住む庭園の名前を取ってローリエン（Lórien）と呼ばれる。夢と幻を司る者。マンドスの弟であり、ニエンナの兄。配偶者にエステを持つ。
彼の住むローリエンの庭園は世界中で一番美しい場所といわれており、メリアンを初めとする様々なマイアールが、そこで憩っていた。
中つ国のロスローリエンは、本来の地名から、この庭園の名にちなんで改名されたと思われる。

### トゥルカス
トゥルカス（Tulkas）は「不屈なる者」を意味するアスタロド（Astaldo）の異名を持つ。ネッサの配偶者。ヴァラールの闘士。
最も体力と武勇に優れたヴァラであり、メルコールと戦うためにアルダにやってきた最後のヴァラールでもある。メルコールは彼を見て逃げ、平和な時代「アルダの春」が始まった。
二つの灯火が建ち、ヴァラールがアルマレンに住み始めて後、トゥルカスは大いなる宴でネッサを娶った。彼は疲れて満足して眠り、その時にメルコールは復讐を決意した。
トゥルカスは角力や力比べを喜んだ。武器を持たず、馬にも乗らなかった。過去も未来も気にしなかったので、良い相談役とはいえなかったが、力強い友であった。敵を前にしても笑いを絶やさず、恐ろしげではない。しかしすぐに怒ることはなかったが、すぐに許すこともなかった。このため、メルコールの解放に反対したヴァラールの1柱である。
また、トゥルカスは性急な性格だった。エルフの覚醒の前に他のヴァラールに対しメルコールとの戦いをするように主張し、二つの木が枯れた時にもフェアノールに対しシルマリルを急いで返すよう強いている。

### メルコール（モルゴス）
メルコール（Melkor）は最も力あるヴァラであったが反逆し、もはやヴァラールの一員としては数えられず、「黒き敵」モルゴス（Morgoth）と呼ばれるようになった。初代冥王。

## 女性格のヴァラ

### ヴァルダ

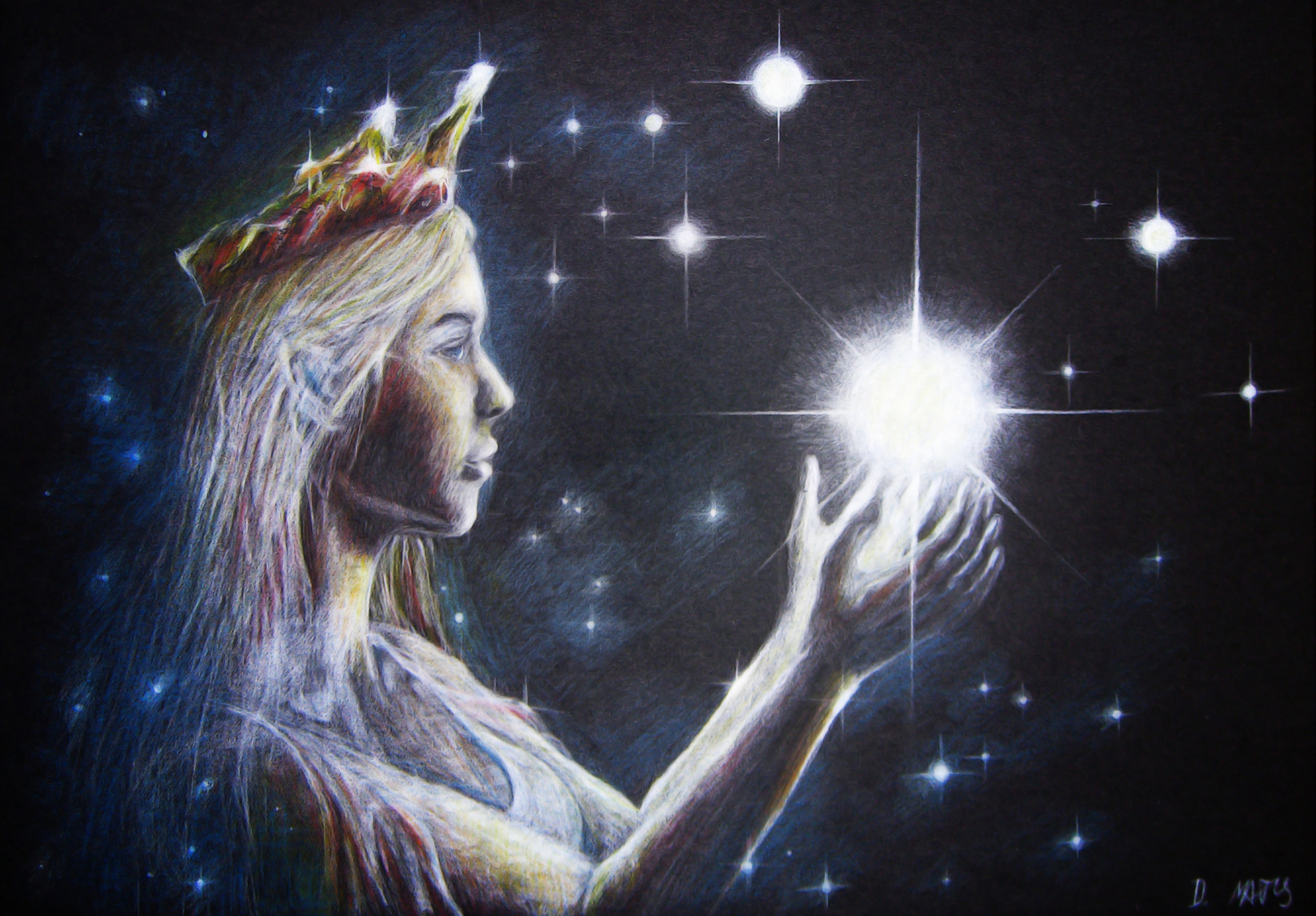
エルベレス・ギルソニエル

星々の女王ヴァルダ(Varda)は言葉で表せないほど美しく、光と喜びと共にある。彼女はマンウェの妃で、普段はマンウェの館で暮らしており、めったに離れることはない。ヴァルダが側にいればマンウェの視力はいっそう鋭くなり、マンウェが側にいればヴァルダの聴力はいっそう聡くなるという。
「灯をともす者」ティンタルレ（Tintallë）の異名を持つヴァルダは、エア（世界）の創造時に星を創り、灯火の時代の名の由来となった二つの灯火に光を灯した。だが最大の偉業は、二本の木の時代にテルペリオンの銀の露を取って新たな星々を創り出したことである。またこの時、古い星々を集めて星座を形作りもしている。エルフはこの天の光の下で目覚めたため、彼らはヴァルダを誰よりも敬愛しており、クウェンヤで「星々の女王」の意味であるエレンターリ（Elentári）やシンダール語で「星々の女王」を意味するエルベレス（Elbereth）あるいは「星輝かすお方」ギルソニエル（Gilthoniel）と呼んで称えている。
このほか、二つの木が枯れた後に生まれた太陽の船と月の島に空を渡る力を与えたのもヴァルダである。
メルコールとはアイヌリンダレの以前から不仲であり、激しく憎まれている。

### ヤヴァンナ
果実をもたらす者ヤヴァンナ（Yavanna)は「大地の女王」ケメンターリ(Kementári）とも呼ばれる。アウレの妃。植物を創造し、地上に最初の種を蒔いたのは彼女である。緑の服をまとった女性の姿をしているが、時に木そのものの形を取る。
テルペリオンとラウレリンの二つの木を生み出したはヤヴァンナの歌声だった。エルダールのために、テルペリオンに似せた白の木ガラシリオンも作っている。しかし彼女の歌でも、大蜘蛛ウンゴリアントに破壊された二つの木を甦らせることはできず、月となる銀の花と太陽となる金の実を遺すのが精一杯だった。
また、エントも彼女の思いから生まれている。アウレがドワーフを創ったことを知ったヤヴァンナは、彼らが（そして人間やエルフも）植物を傷つけるようになると懸念し、マンウェに相談した。その時イルーヴァタールの啓示が下り、やがて植物を守護する木の牧人が生まれることが明らかになったのである。
彼女は狩人オロメや水の王ウルモともども、アマンの地にあっても中つ国のことを気にかけ、メルコールの暗闇の下にある動植物たちに心を砕いた。それ故彼女は時折中つ国を訪い、メルコールによってつけられた傷を癒やし、時が来るまで彼らを眠りにつかせた。「ヤヴァンナの眠り」と呼ばれるものである。これは後に月が昇天すると共に解かれる。

### ニエンナ
嘆きのニエンナ（Nienna）。彼女の涙はメルコールにより傷つけられたアルダの全ての傷に注がれる。しかし彼女は自分のために泣くことはないという。一方で他のヴァラールにメルコールの恩赦を懇願している。彼女の嘆きを聞くものは憐憫と忍耐を学び、マンドスの館に憩う霊魂たちは力と叡智を得るという。オローリンもまた、彼女の下で憐憫と忍耐とを学んだ1名であった。
ニエンナは独り身で、ナーモとイルモの妹にあたる。彼女の館はアマンの西の外れにあり、窓からは世界の果てが見える。ニエンナはヴァリノールの都に出向くよりも、近くのマンドスの館を訪れることが多い。
二つの木は、ヤヴァンナが歌い、ニエンナが涙を注ぐことで誕生した。しかし彼女の涙でも枯死した木を癒すことはできなかった。

### エステ
癒し手エステ（Estë）はイルモ（ローリエン）の妃。灰色の衣をまとい、大きな苦しみを持つものに休息を贈る。ローリエンの庭園の中、ローレルリンの湖の島に居を構えている。

### ヴァイレ
織姫ヴァイレ（Vairë）はナーモ（マンドス）の妃。マンドスの館の中で織機の前に座り、歴史や運命を織物に仕上げている。でき上がったつづれ織りは死者の家の壁に掛けられ、時の終わりが訪れるまでアルダの物語を伝えるのである。

### ヴァーナ
常若のヴァーナ（Vána）はヤヴァンナの妹、オロメの妃。春の象徴であり、鳥と花を愛する。金色の花が咲く庭園に住んでいる。

### ネッサ
踊り子ネッサ（Nessa）はオロメの妹、トゥルカスの妃。森を駆ける獣、特に鹿を愛する。ヴァリノールの緑の芝の上で、休むことなく踊っているという。